# Zach Mills
Zachary "Zach" Mills (n. 26 de diciembre de 1995) es un actor juvenil estadounidense.

## Vida personal
Zach naciò en  Lakewood, Ohio, siendo sus padres Kerry y Patrick. Su padre es natural de Cleveland y su madre de Nueva York, donde Zach tuvo su primer trabajo como actor a la edad de 7 años. Zach tiene 2 hermanos mayores que no actúan.

## Carrera
Mills ha aparecido en diversas producciones de cine y televisión, lo cual incluye la serie Scrubs  y como actor invitado en espectáculos como Malcolm in the Middle, Eleventh Hour, Numb3rs, Ghost Whisperer y October Road. Su primer papel significativo fue como actor de reparto en la cual interpretaba al hijo de Adrien Brody en la película Hollywoodland. En 2007 apareció en la película de Hallmark The Valley of Light, y ese mismo año apareció en el rol principal en Mr. Magorium's Wonder Emporium, donde actuó conjuntamente con Dustin Hoffman y Natalie Portman. En el 2008 apareció en el rol principal de la película Kit Kittredge: An American Girl, y como personaje de reparto en la película dirigida por Clint Eastwood Changeling. En 2011 Zach tomó el rol de "Preston" en Super 8, y como "Lucas Morganstern" en la miniserie Clue.

## Filmografía
| Año  | Título                                | Personaje       | Nota |
| ---- | ------------------------------------- | --------------- | --- |
| 2004 | Dreams of an Angel                    | Tyke            | |
| 2006 | Hollywoodland                         | Evan Simo       | |
| 2006 | The Santa Clause 3: The Escape Clause | Carpenter Elf   | |
| 2007 | The Valley of Light                   | Matthew         | Nominado — Premios Young Artist |
| 2007 | Steam                                 | TJ              | |
| 2007 | Mr. Magorium's Wonder Emporium        | Eric Applebaum  | Nominado — Premios Young Artist |
| 2008 | Kit Kittredge: An American Girl       | Stirling Howard | Nominado — Premios Young Artist |
| 2008 | Changeling                            | News Vendor     | |
| 2009 | Single White Millionaire              | Sam             | |
| 2009 | Raspberry Magic                       | Zachary Dunlap  | |
| 2011 | Super 8                               | Preston         | Nominado — Premios Young Artist - Actor de Reparto en una Película Nominado — Young Artist Award for Best Performance in a Feature Film – Young Ensemble Cast |

## Televisión
| Año  | Título              | Personaje          | Notas                         |
| ---- | ------------------- | ------------------ | ----------------------------- |
| 2007 | Rules of Engagement | Judd               | Episodio: "Old School Jeff"   |
| 2008 | October Road        | Young Nick Garrett | Episodio: "Stand Alone by Me" |
| 2011 | Clue (TV series)    | Lucas Morganstern  |                               |

## Premios
2008 Premios Young Artist
Mejor actuación en película – Actor joven en Mr. Magorium's Wonder Emporium — Nominado
Mejor actuación en película de TV, Miniserie o Especial – Actor de reparto por The Valley of Light — Nominado
2009 Premios Young Artist
Mejor actuación en película – Actor joven por Kit Kittredge: An American Girl — Nominado
Mejor actuación en una película – Young Ensemble Cast for Kit Kittredge: An American Girl — Ganador
2012 Mejor actor joven
Mejor actuación en película - Actor joven por Super 8 - Nominado